# منطقه زلین
منطقه زلین (به لاتین: Zlín Region) یک منطقه در جمهوری چک است که در Central Moravia واقع شده‌است.

## خصوصیات
منطقه زلین ۳٬۹۶۳٫۵۵ کیلومترمربع مساحت و ۵۹۷٬۰۵۱ نفر جمعیت دارد.